# Fouesnant
Fouesnant é uma comuna francesa na região administrativa da Bretanha, no departamento Finisterra. Estende-se por uma área de 32,78 km². Em 2010 a comuna tinha 10 143 habitantes (densidade: 309,4 hab./km²).